# وزارت فوائد عامه (ایران)
وزارت فوائد عامه از وزارتخانه‌های دولت ایران در دوره قاجار و اوایل پهلوی بود.
در دوران سلطنت ناصرالدین شاه ادارهٔ تجارت شکل گرفت که بعدها به وزارت فواید عامه تغییر نام یافت. در هجدهم اسفند ۱۳۰۸ مهدی‌قلی هدایت نخست‌وزیر وقت لایحه‌ای به مجلس داد که این وزارتخانه به دو وزارتخانه اقتصاد ملی و طرق و شوارع تجزیه شود.
وزیران وزارت تجارت و فواید عامه ایران به این ترتیب بودند:
- میرزا حسین خان دبیرالملک بدر ۱۳۰۳ ه‍.ش
- میرزا حسین خان پیرنیا مؤتمن الملک
- مهدی خان غفاری کاشی از تاریخ ۱۲۲۵ه‍.ق تا تاریخ ۱۲۲۵ه‍.ق
- میرزا ابراهیم خان غفاری معاون الدوله از تاریخ ۱۲۷۶ه‍.ش تا تاریخ ۱۲۷۷ه‍.ش
- محمود خان ناصرالملک همدانی از تاریخ ۱۲۷۷ه‍.ق تا تاریخ ۱۲۷۹ه‍.ق
- حسنعلی خان امیر نظام گروسی از تاریخ ۱۲۸۹ه‍.ق تا تاریخ ۱۲۹۰ه‍.ق
- میرزا صادق خان (صادق) مستشارالدوله از تاریخ ۱۲۹۴ه‍.ش تا تاریخ ۱۲۹۴ه‍.ش
- حسین علاء از تاریخ ۱۲۹۶ه‍.ش تا تاریخ ۱۲۹۶ه‍.ش
- حسنعلی کمال هدایت از تاریخ ۱۲۹۹ه‍.ش تا تاریخ ۱۲۹۹ه‍.ش
- مصطفی خان نیرالسلطان نوایی از ۱۶ مهر ۱۳۰۰ تا دی ۱۳۰۰
- حسین خان ادیب‌السلطنه سمیعی از دوم بهمن ۱۳۰۰ تا خرداد ۱۳۰۱
- ابراهیم خان عمیدالسلطنه از ۲۷ خرداد ۱۳۰۱ تا بهمن ۱۳۰۱
- مهدیقلی خان مخبرالسلطنه هدایت از ۲۵ بهمن ۱۳۰۱ تا ۲۱ خرداد ۱۳۰۲
- عبدالحسین خان سردارمعظم تیمورتاش از ۸ شهریور ۱۳۰۳ تا آبان ۱۳۰۴
- علی‌اکبر داور از ۲۹ آذر ۱۳۰۴ تا ۱۳۰۵
- مهدیقلی خان مخبرالسلطنه هدایت از ۱۳۰۵ تا ۱۳۰۶
- سرتیپ عبدالله خان امیرطهماسبی ۱۱ آبان ۱۳۰۶ تا ۱۴ فروردین ۱۳۰۷
- سرهنگ حبیب‌الله خان شیبانی ۱۳ اردیبهشت ۱۳۰۷ تا آذر ۱۳۰۷
- محمود جم از ۴ دی ۱۳۰۷ تا ۱۶ شهریور ۱۳۰۸
- کریم آقا بوذرجمهری از ۱۶ شهریور ۱۳۰۸ تا ۱۳۰۹